# Primär (Chemie)
Das Adjektiv primär (von lateinisch primarius) bedeutet „erster“ oder „an erster Stelle stehend“ und wird in der Chemie auch als Wortbildungselement benutzt, z. B. in Primärprodukt und Primärreaktion.

## Organische Chemie
|                                              | Rot markierte Zentralatome in verschiedenen Stoffgruppen. Vergleich von primären mit sekundären, tertiären und quartären Zentralatomen. |          |         |                 |
|                                              | primär | sekundär | tertiär | quartär         |
| Kohlenstoffatom einer organischen Verbindung | |          |         |                 |
| Alkohol                                      | |          |         | existiert nicht |
| Amin                                         | |          |         | (siehe QAV)     |
| Carbonsäureamid                              | |          |         | existiert nicht |
| Phosphin                                     | |          |         | (siehe QPV)     |

In der organischen Chemie ist das Wort „primär“ eine Bezeichnung für den Substitutionsgrad eines von mehreren an ein Zentralatom  (Kohlenstoff, Stickstoff, Phosphor) gebundenen Wasserstoffatomen durch einen organischen Rest (Organyl-Rest, wie Alkyl-Rest, Alkenyl-Rest, Aryl-Rest, Alkylaryl-Rest etc.), z. B. enthalten primäre Alkohole ein primäres Kohlenstoffatom (Zentralatom = Kohlenstoff), primäre Amine ein primäres Stickstoffatom (Zentralatom = Stickstoff), primäre Phosphine ein primäres Phosphoratom (Zentralatom = Phosphor).
Beispiele für primäre Zentralatome
- ein Kohlenstoffatom in einem Alkan oder einem Alkohol, das neben einem Substituenten noch zwei oder drei Wasserstoffatome trägt, oder
- ein Stickstoffatom in einem Amin, das mit einem Kohlenstoffatom verbunden ist.

Dies führt bei allen primären Verbindungen dazu, dass nahezu keine sterische Hinderung der funktionellen Gruppe besteht und typische Reaktionen leicht ablaufen.
Beispiele für solche Verbindungen sind primäre Alkohole und primäre Amine. Typisches Beispiel für primäre Kohlenstoffatome sind die das/die endständige(n) C-Atom(e) in Ethan oder in Chlormethan.

## Anorganische Chemie
In der anorganischen Chemie ist primär eine Bezeichnung für Salze, die durch Neutralisation einer Hydroxygruppe einer mehrbasigen Säure entstanden sind, zum Beispiel Calciumdihydrogenphosphat, Ca(H2PO4)2.